# Réserve naturelle du Chouf
La réserve naturelle des cèdres du Chouf est une réserve naturelle située dans le district du Chouf au Liban. Elle s'étend sur les collines de la montagne de Barouk et couvre une étendue de 550 km2, soit environ 5,3 % de la superficie du Liban. 
La réserve comprend les forêts de cèdres du Liban de Barouk, Maaser el Chouf et Ain Zhalta. La réserve est reconnue réserve de biosphère ainsi que zone importante pour la conservation des oiseaux. Elle est également une zone d'écotourisme. Elle abrite 32 espèces de mammifères sauvages, 200 espèces d'oiseaux, et 500 espèces de plantes.

## Histoire
En 1994 la réserve fut créée sous l'impulsion de l'Organisation des Nations unies. 
Une organisation non gouvernementale nommée « Société des cèdres du Chouf » fut chargée d’aménager la réserve, elle a aussi eu l’idée de protéger cet espace fragile. Actuellement cette société s’occupe de la réserve en collaboration avec le ministère de l'environnement qui la finance.
Depuis 1996, la « société des cèdres du Chouf » organise des activités, des visites guidés et des randonnées en montagnes pour donner vie à ce parc naturel et contribuer au développement du tourisme.
La réserve est reconnue par l'Unesco en tant que réserve de biosphère en 2005, elle inclut la zone humide d'Aammiq. Le cèdre (Cedrus libani), arbre emblématique du Liban est une espèce aujourd'hui en danger (classée vulnérable par l'IUCN) et qui doit être protégée.
Depuis 2007, le site est reconnu zone importante pour la conservation des oiseaux (ZICO).

## Tourisme
La réserve n'est pas seulement connue pour ses cèdres libanais, mais également comme étant un des principaux sites touristiques du Liban. Les touristes viennent pour faire des randonnées dans la réserve et des promenades pour explorer la faune et la flore de ce parc naturel. 
Mais de telles visites dans un parc naturel protégé sont réglementées pour assurer un environnement sain. ces règles ont été mises en place par les responsables de la réserve naturelle du Chouf.
- il est interdit de pénétrer dans les places protégées comme les citadelles.

- Afin de préserver la fertilisation de cette réserve, il est interdit de cueillir ou d'arracher des plantes, de voler des pierres ou de tremper quoi que ce soit dans les lacs ou rivières sauf pour des études scientifiques approuvées auprès du chef-lieu.
- Il est strictement interdit de camper ou de chasser dans la réserve.

Il y a plus de 250 km de sentiers pédestres dans la réserve, qui s'étend des plus hautes montagnes jusqu’aux lits des rivières les plus bas. Tous ces sentiers sont conçus pour satisfaire un large éventail de visiteurs et se répartissent en sentiers faciles, sentiers moyens et longs sentiers.

## Perspectives
Beiteddine, chef-lieu administratif où se situe la réserve naturelle, s'est investie dans plusieurs projets dans le but de valoriser et de protéger la réserve naturelle du Shouf.
La plupart des projets sont financés par Mava Foundation et la réserve naturelle du Chouf. Ils travaillent en partenariat avec la Société de Protection de la Nature au Liban.
Le projet le plus récent est le "Projet M6", il date du début de l’année 2017. Le temps estimé pour ce projet est de trois ans avec un budget de 3 236 975 000,05 Livres libanaises, soit 1 887 205 euros.
Les objectifs les plus importants de ce projet sont :
1. la promotion et la valorisation de la réserve du Chouf ;
2. le développement des activités économiques, comme l'artisanat, liées à la réserve du Chouf.

## Galerie de photographies

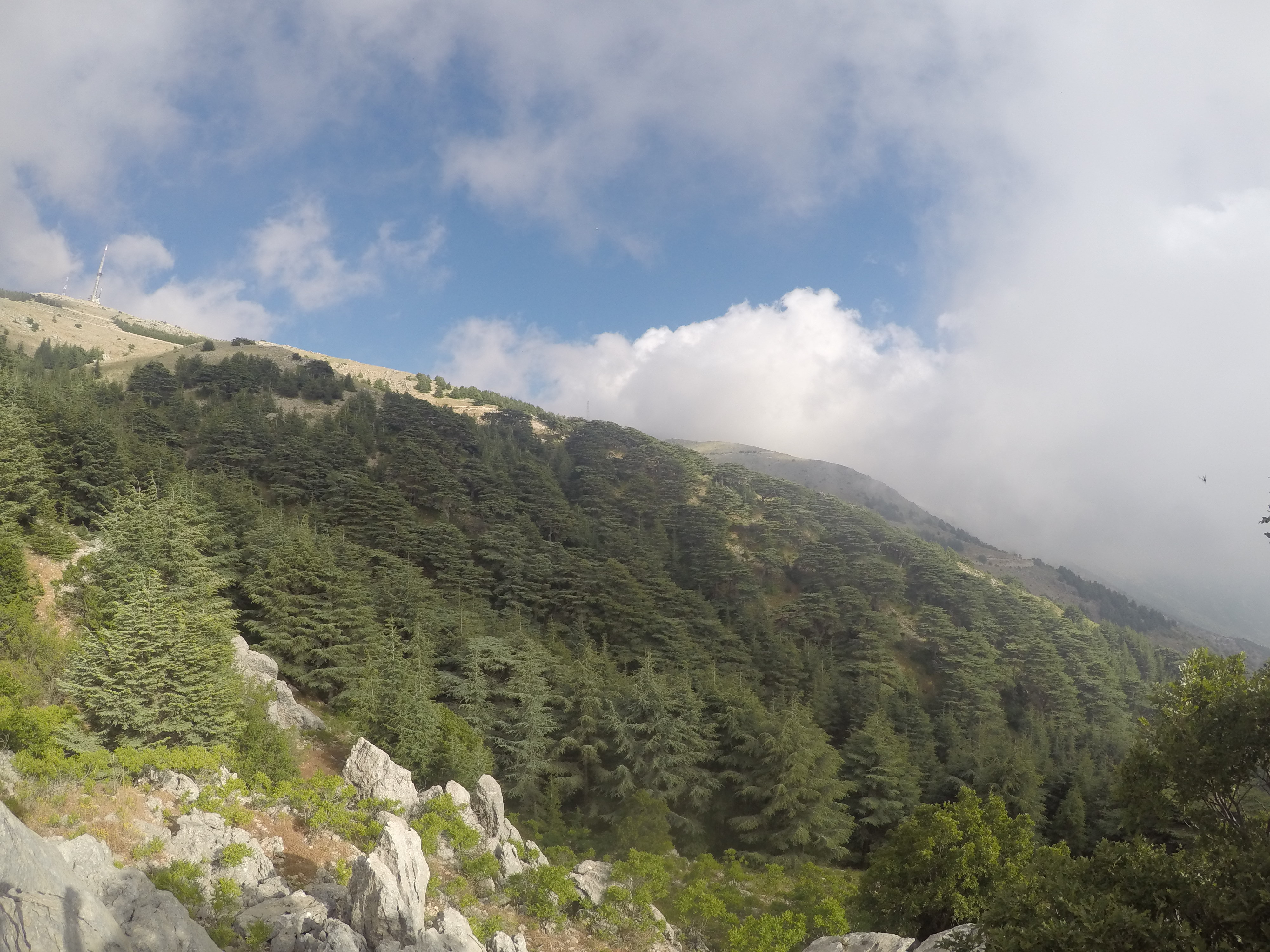
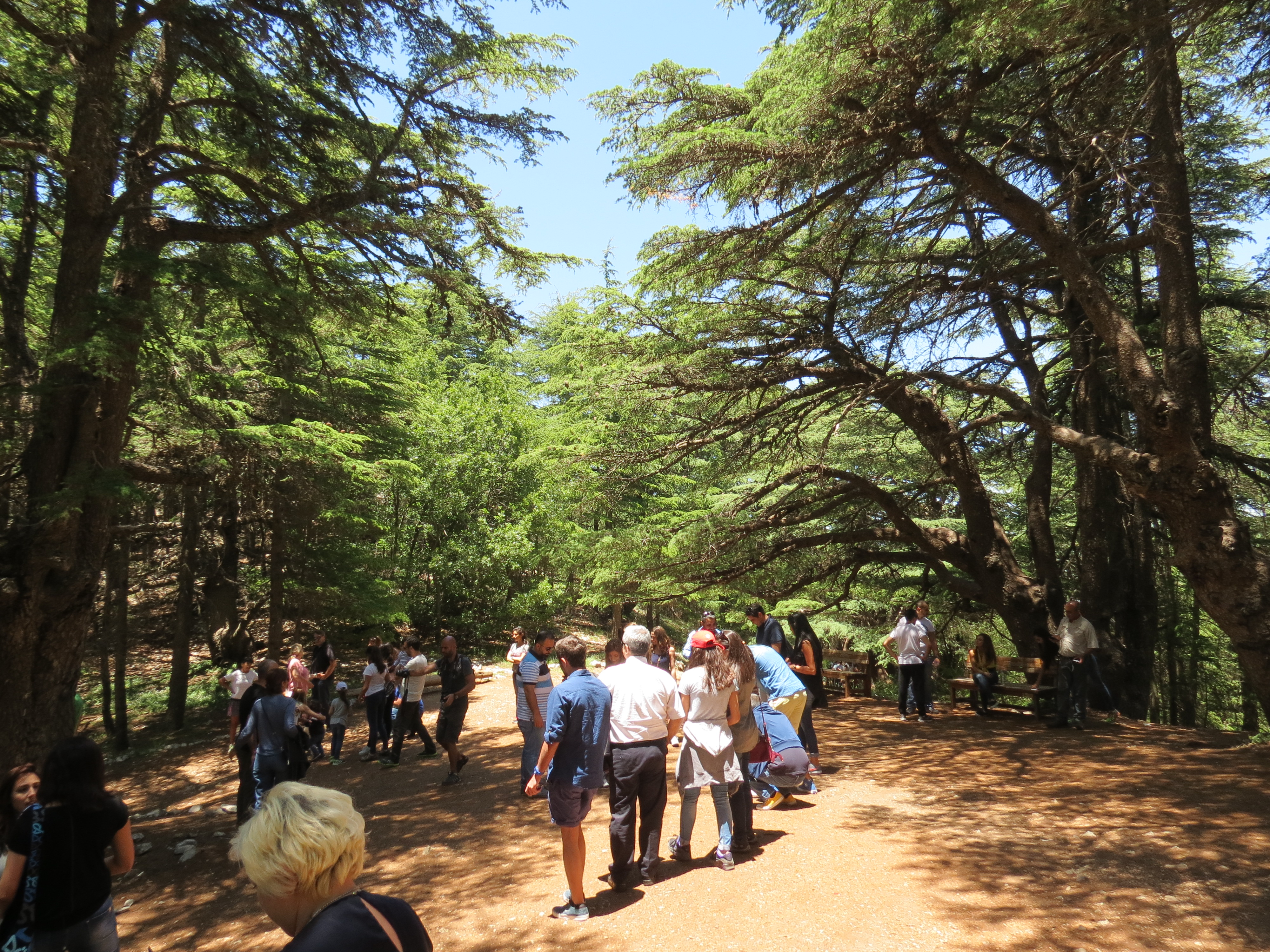
Des randonneurs au Shouf.
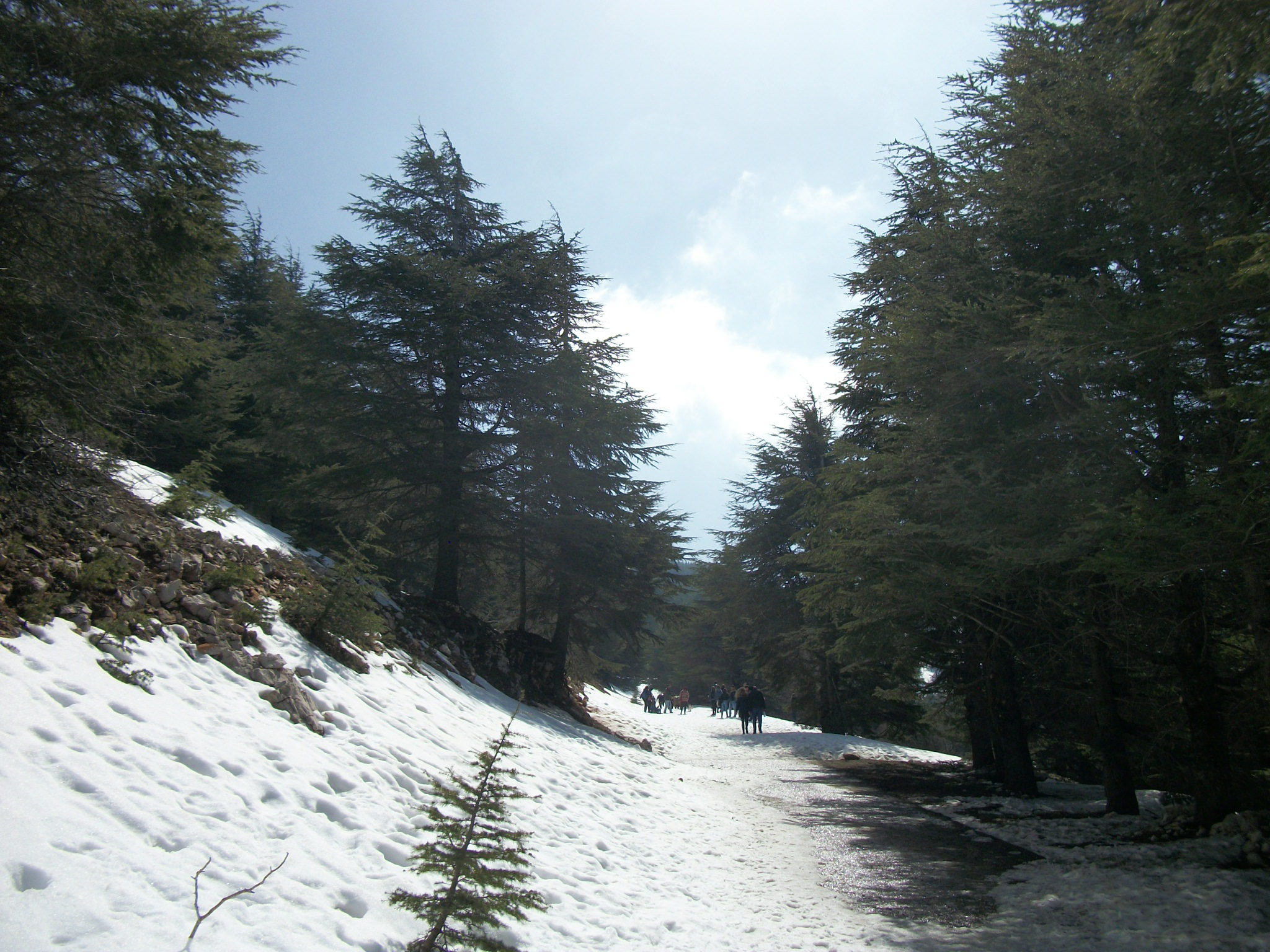
La réserve naturelle du Chouf avec de la neige en mars. Un chemin de randonnée.
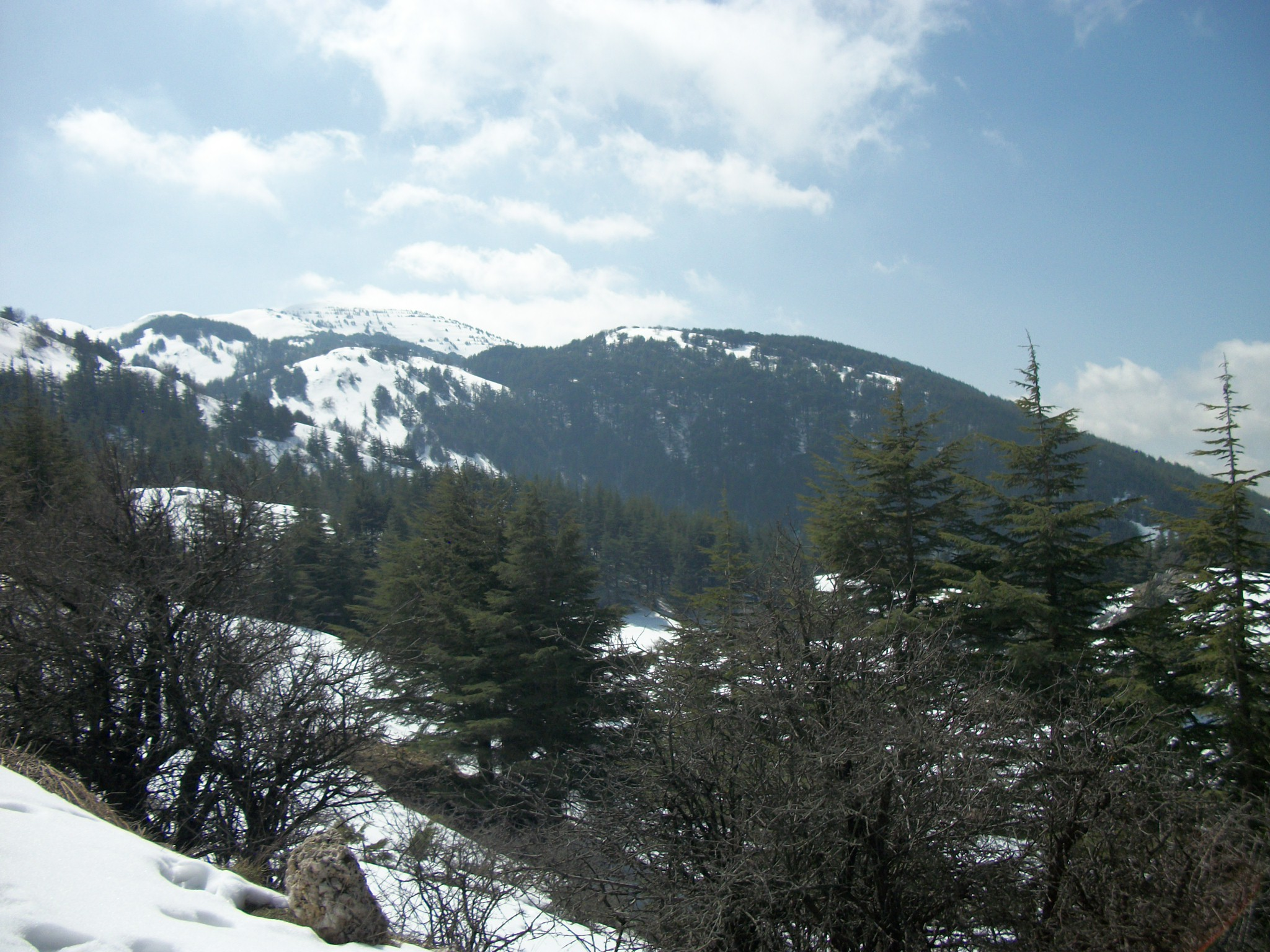
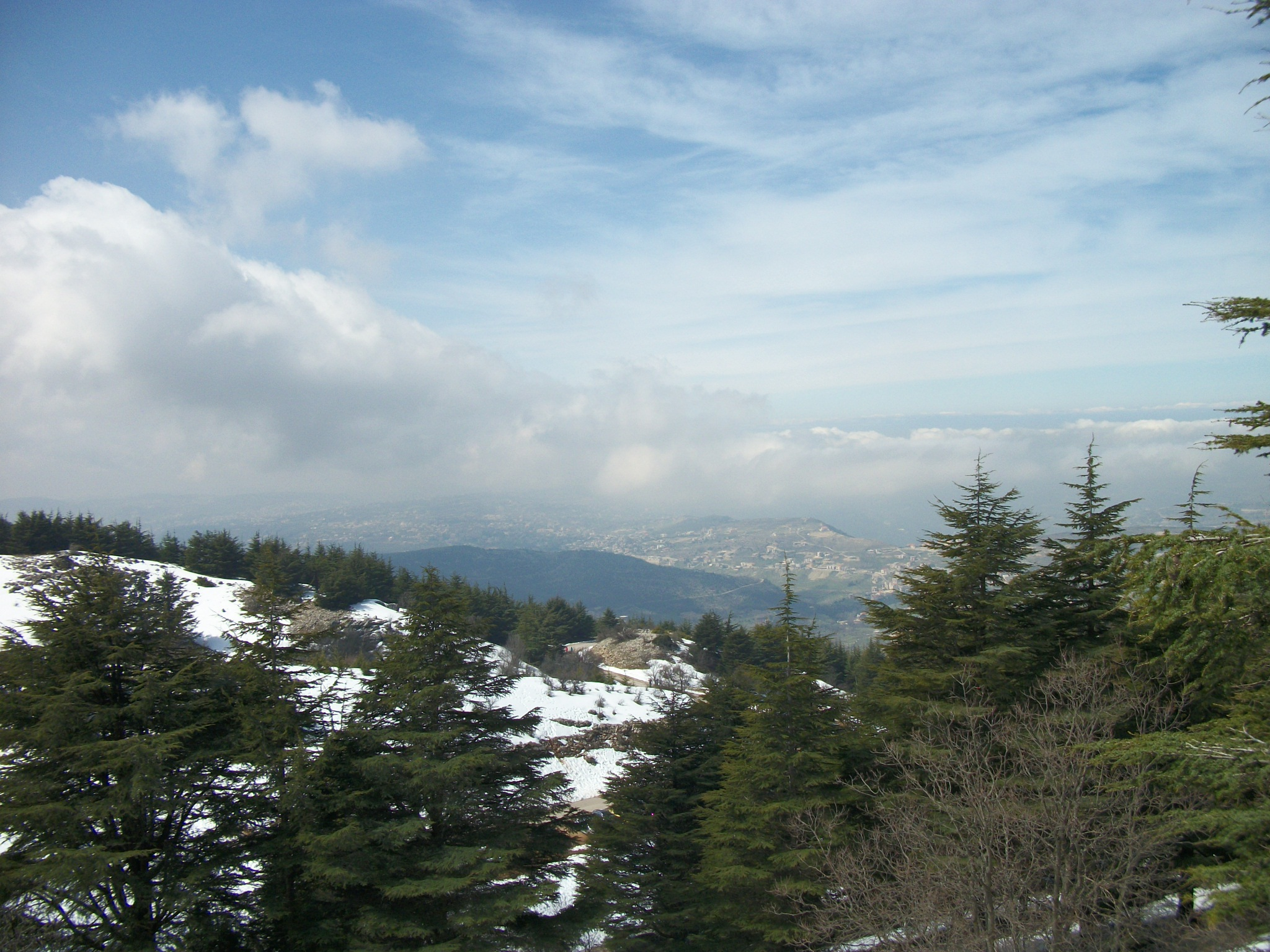
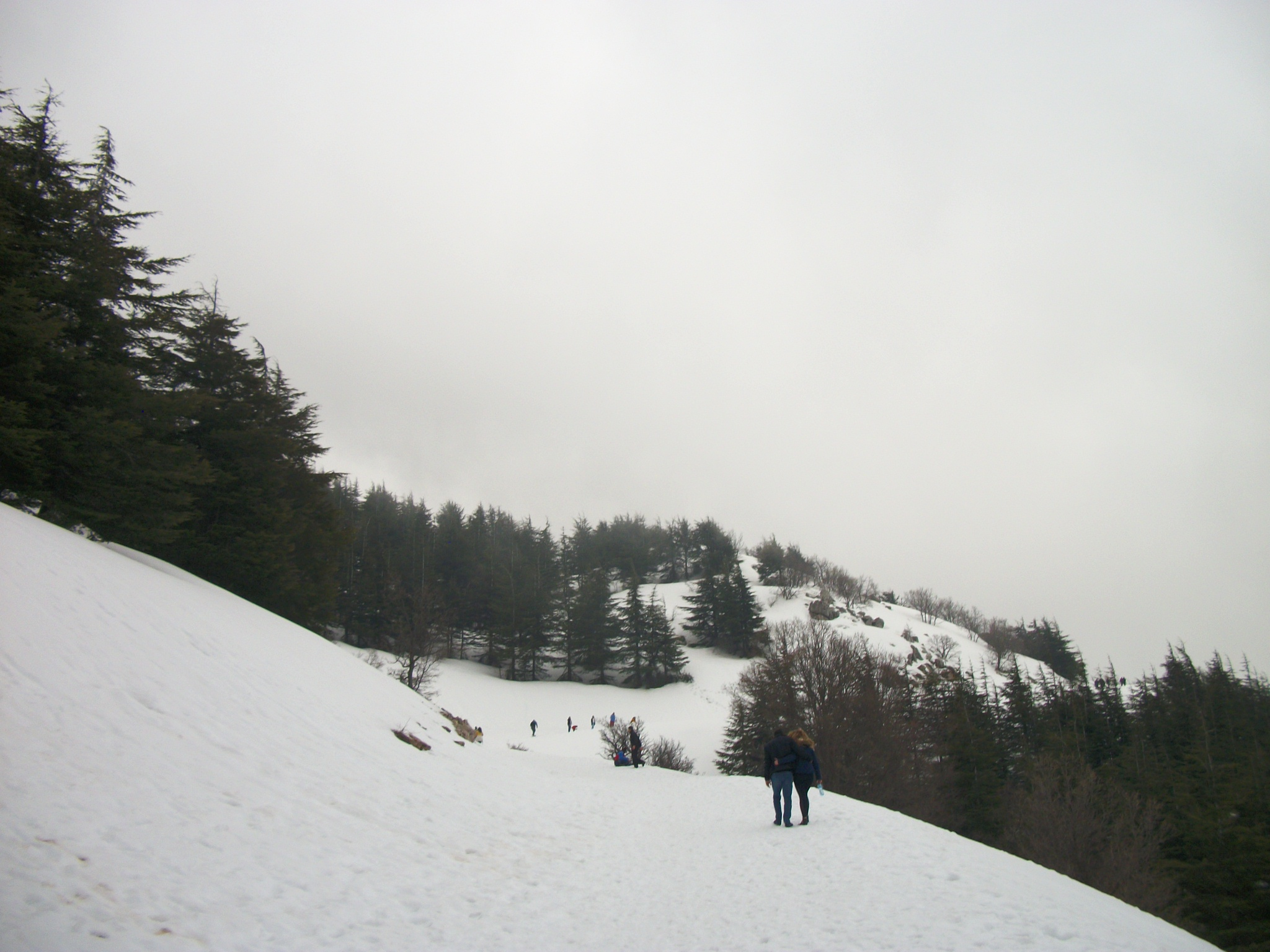
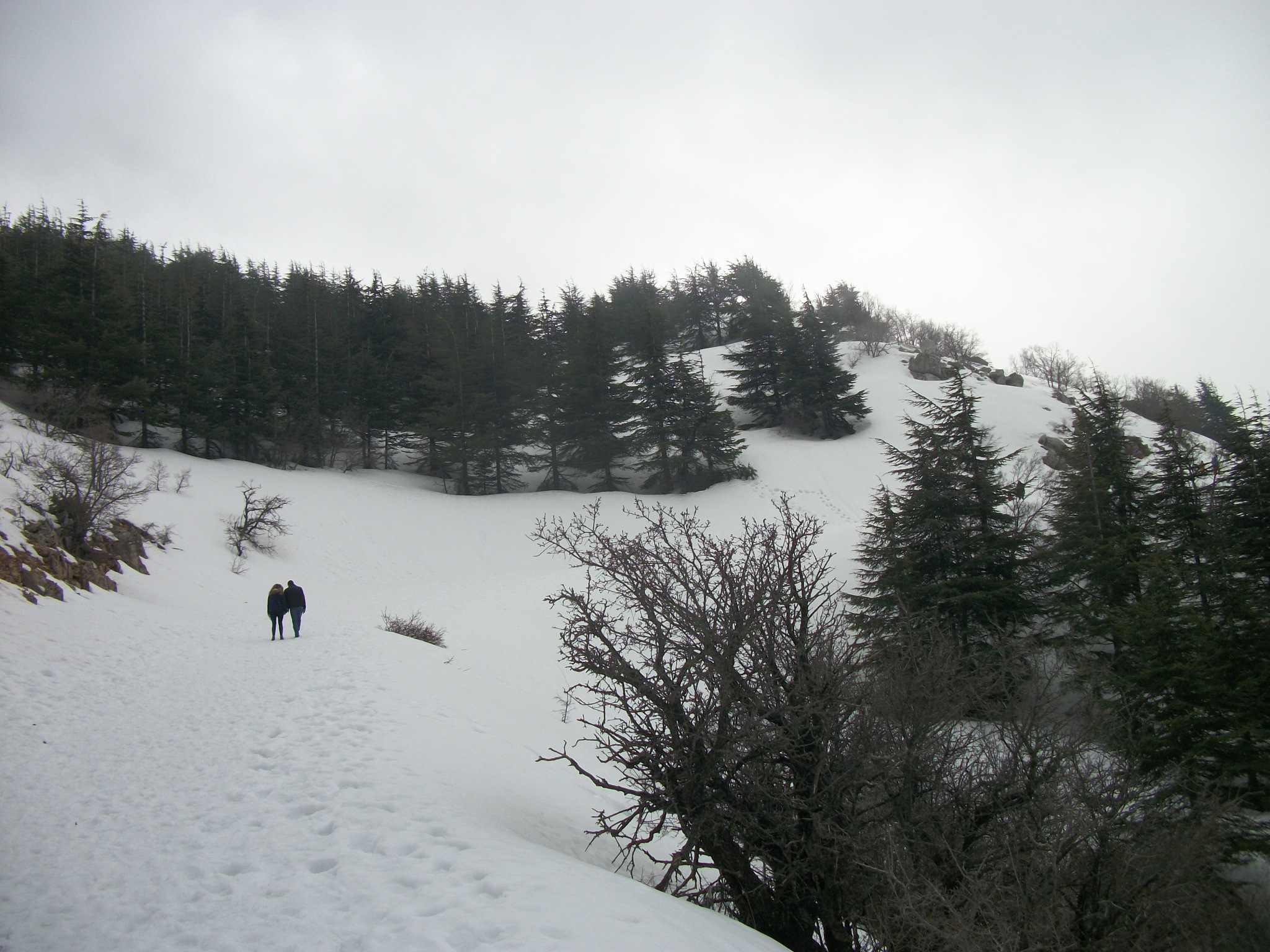

## Flore
Elle abrite 32 espèces de mammifères sauvages, 200 espèces d'oiseaux, et 500 espèces de plantes. En voici quelques exemples : 

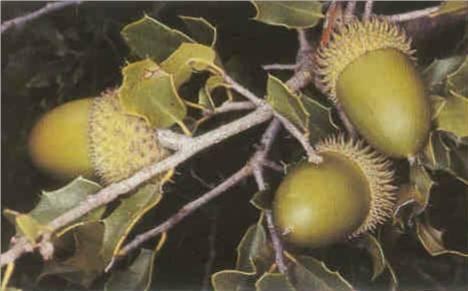
Chêne kermès
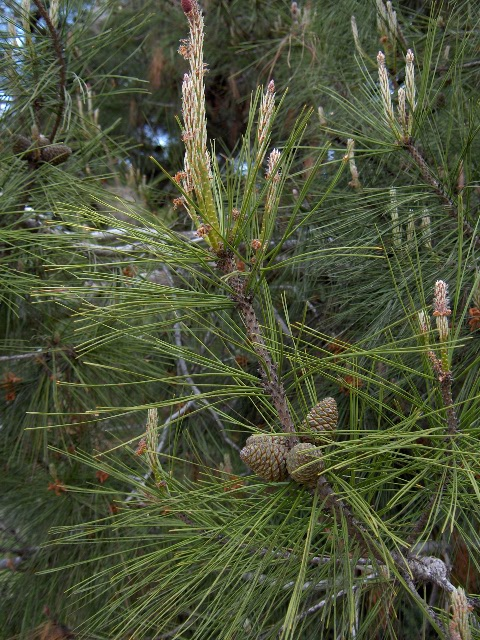
Pin de Calabre
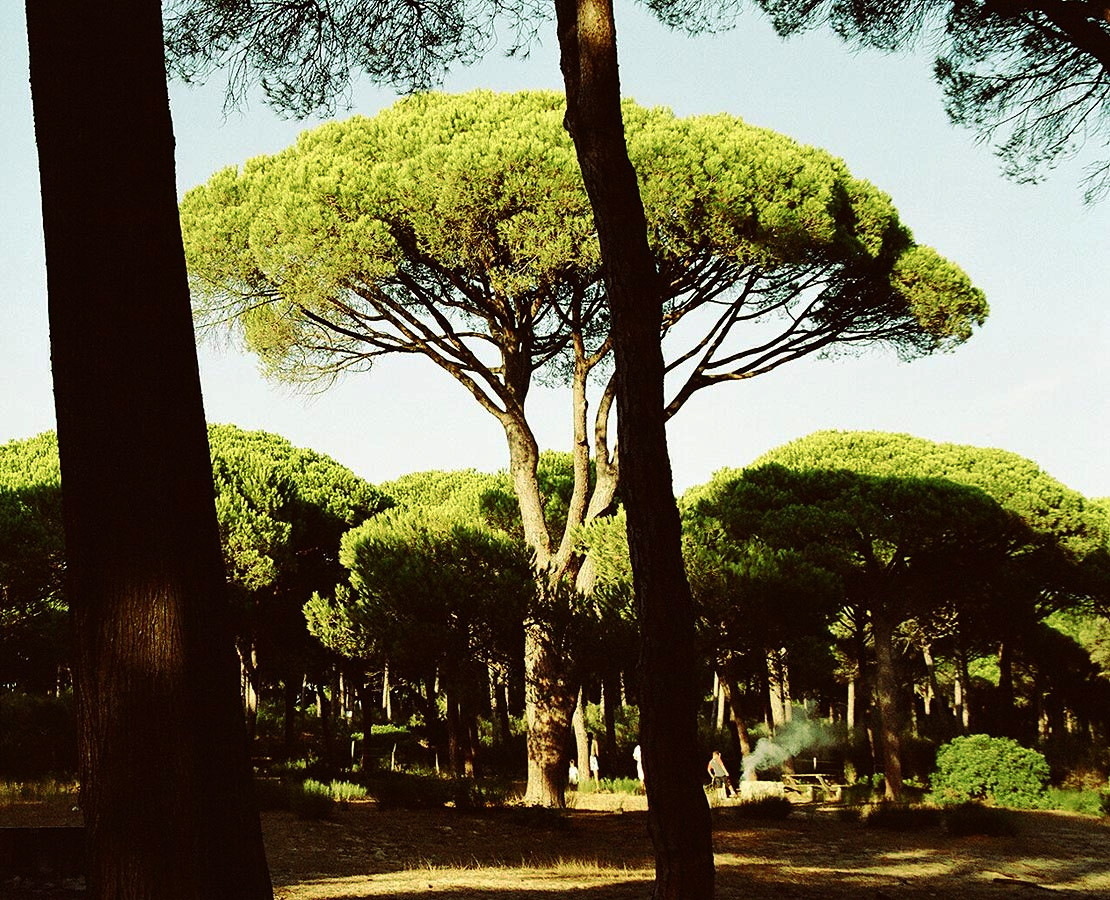
Pin parasol

## Faune

### Mammifères

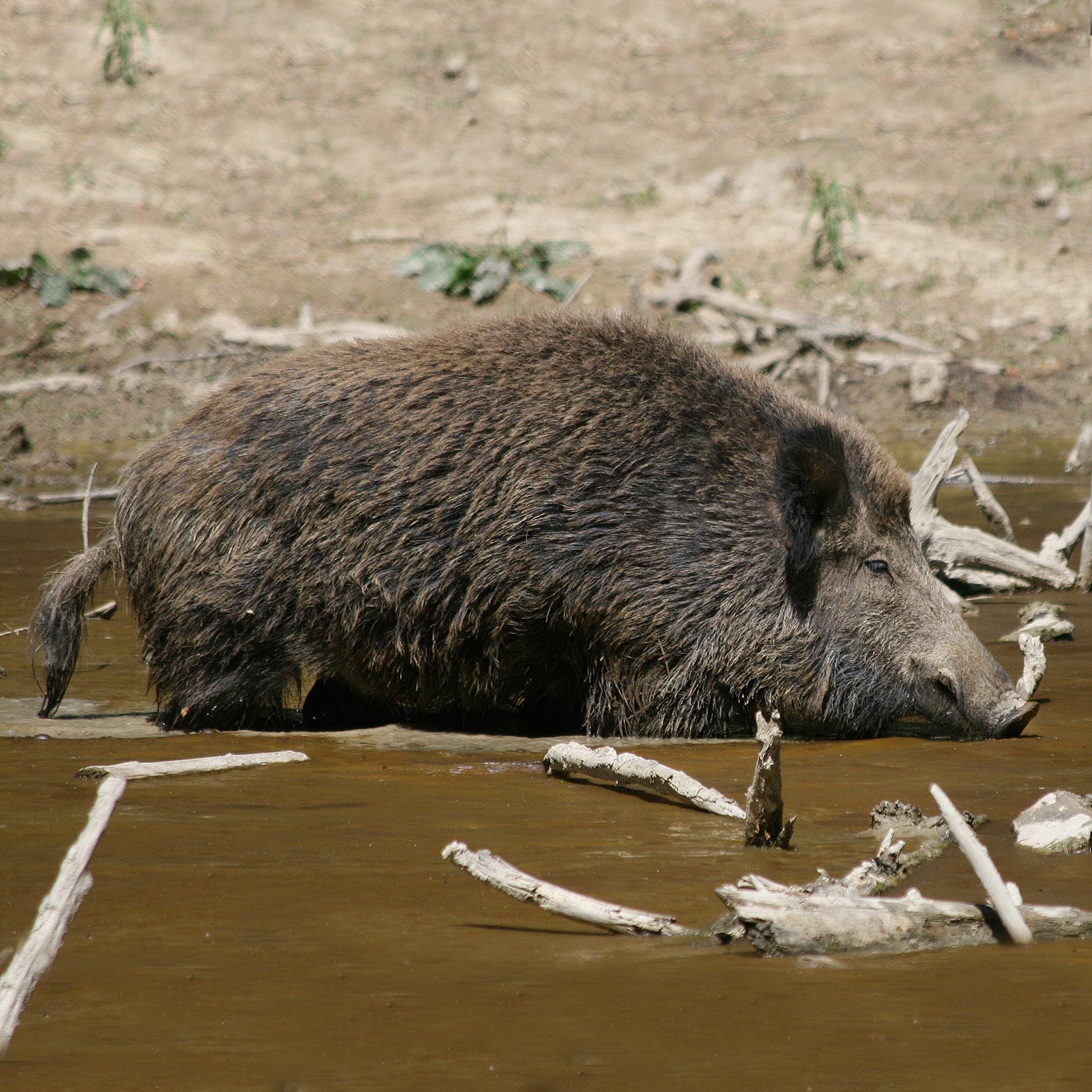
Sanglier
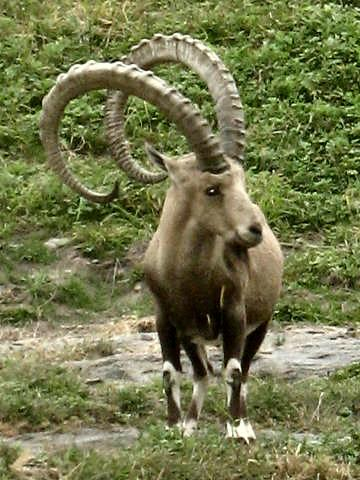
Bouquetin de Nubie
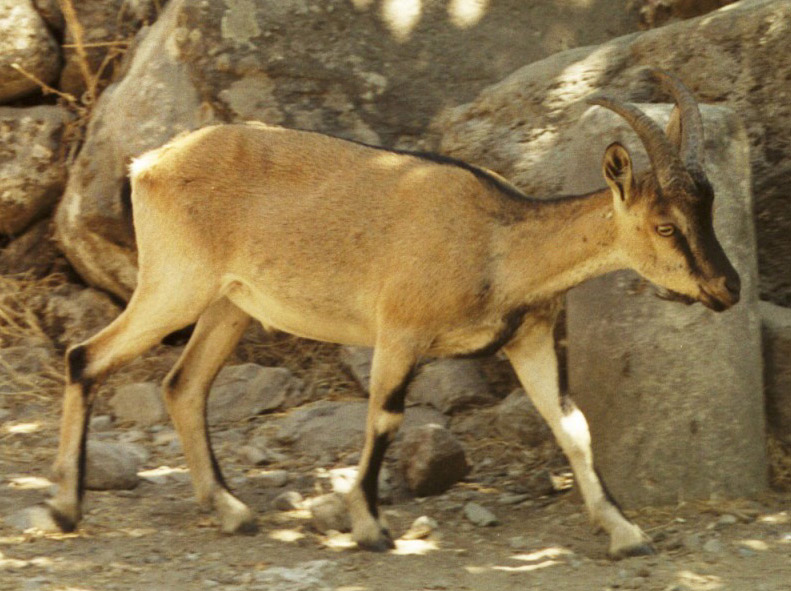
Capra aegagrus aegagrus
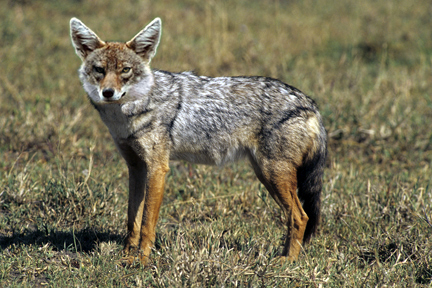
Chacal doré

### Oiseaux

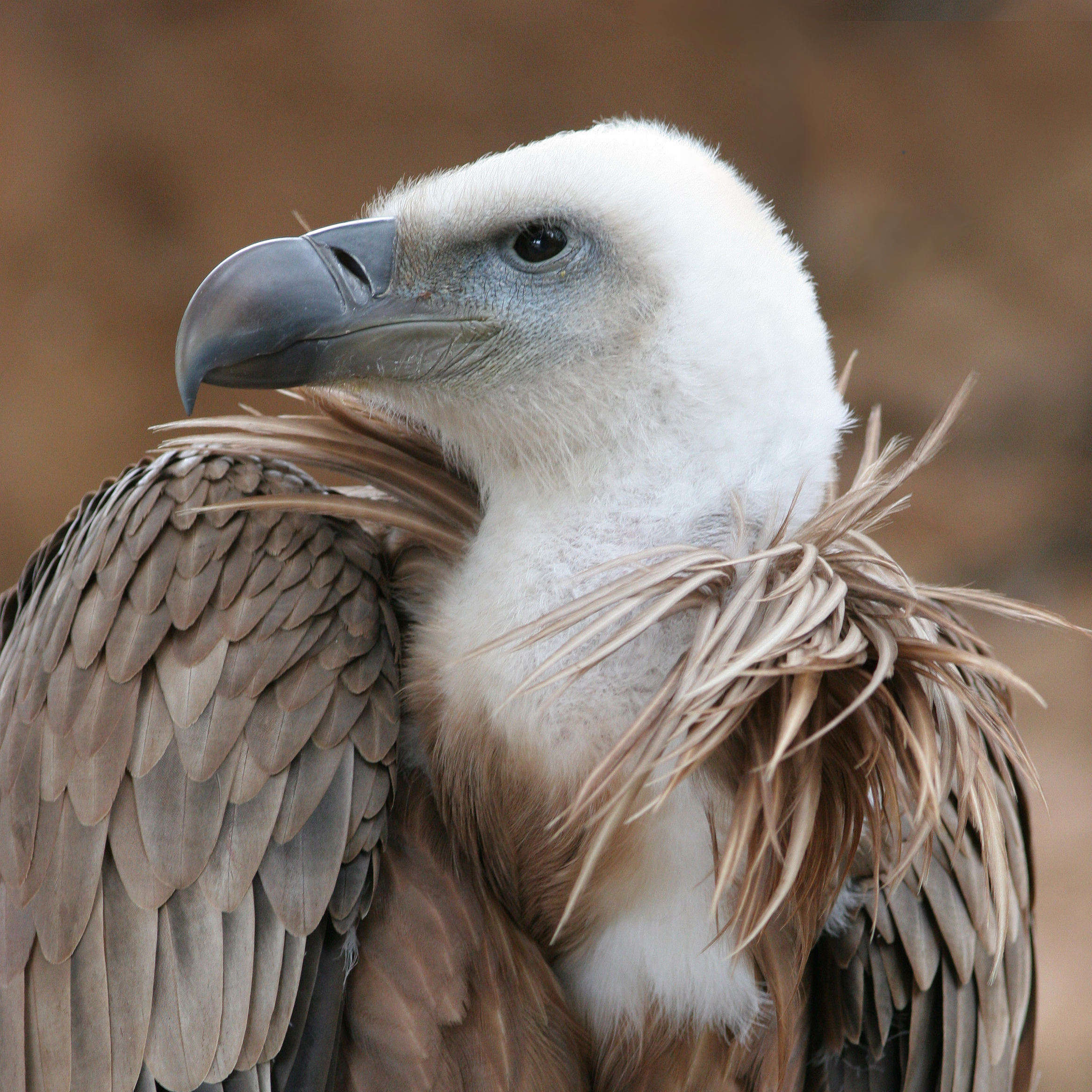
Vautour fauve

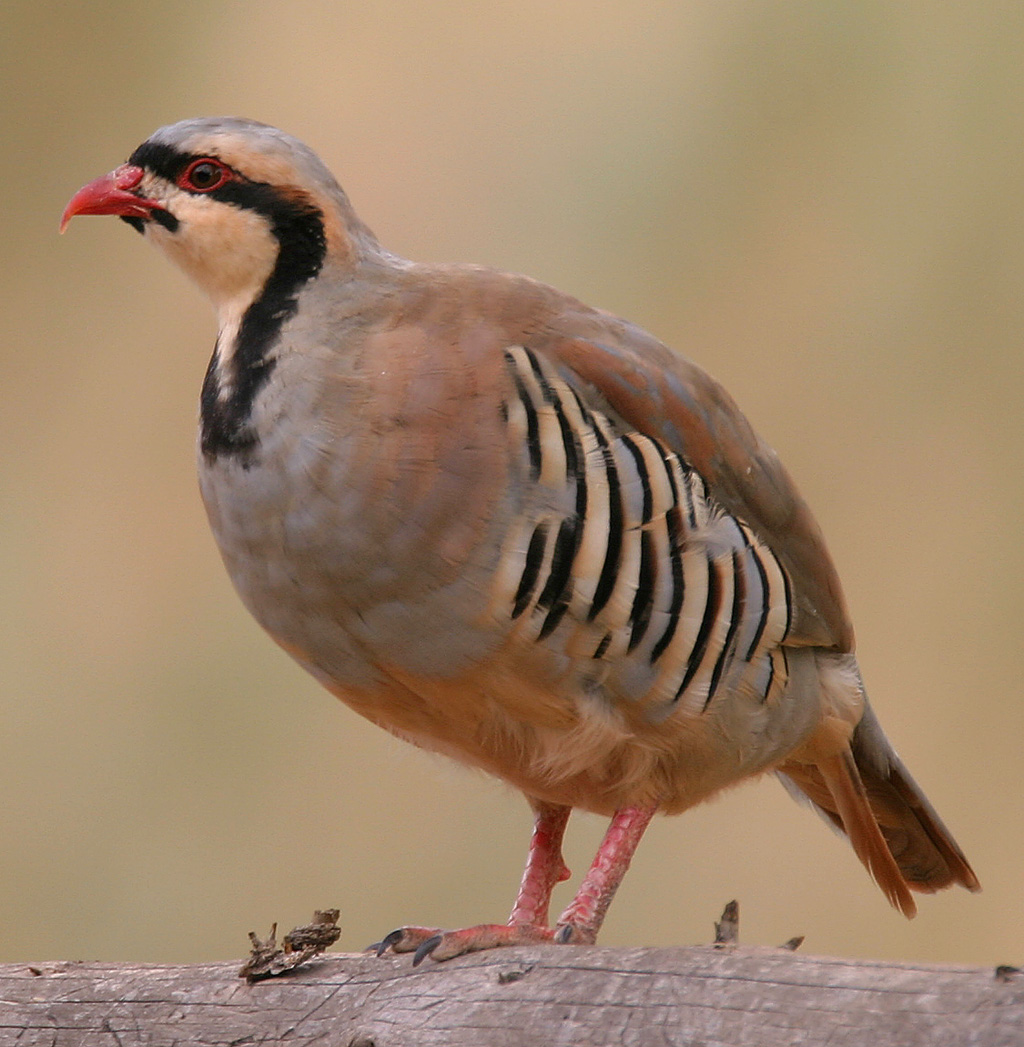
Perdrix choukar
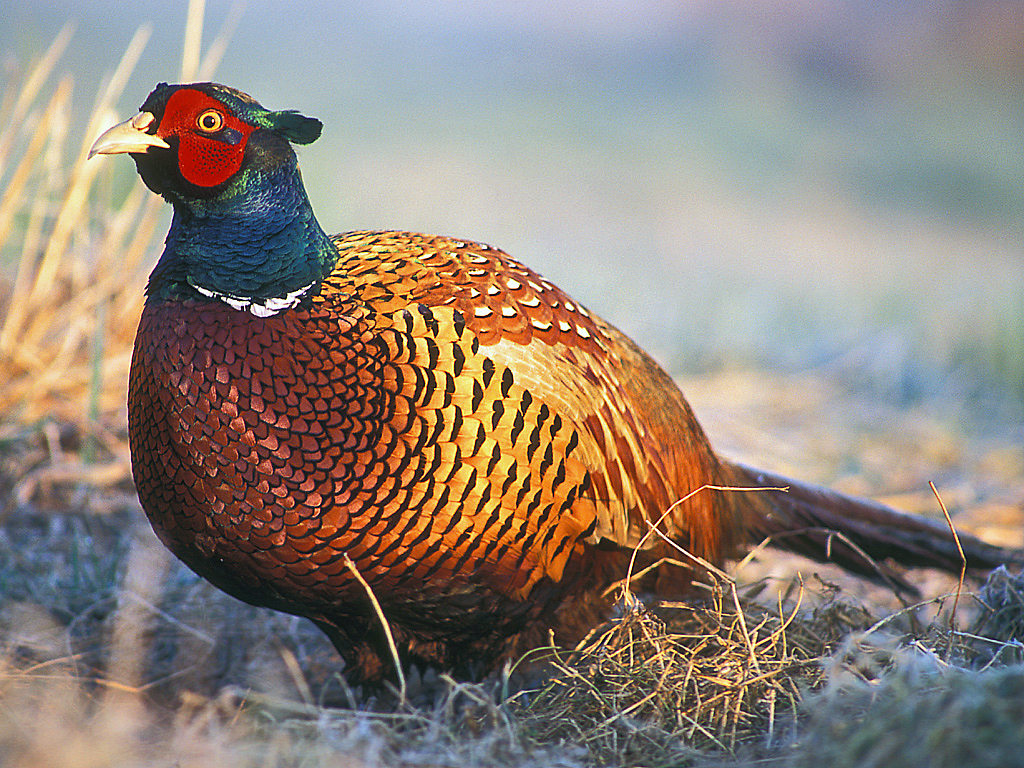
Faisan de Colchide (mâle)
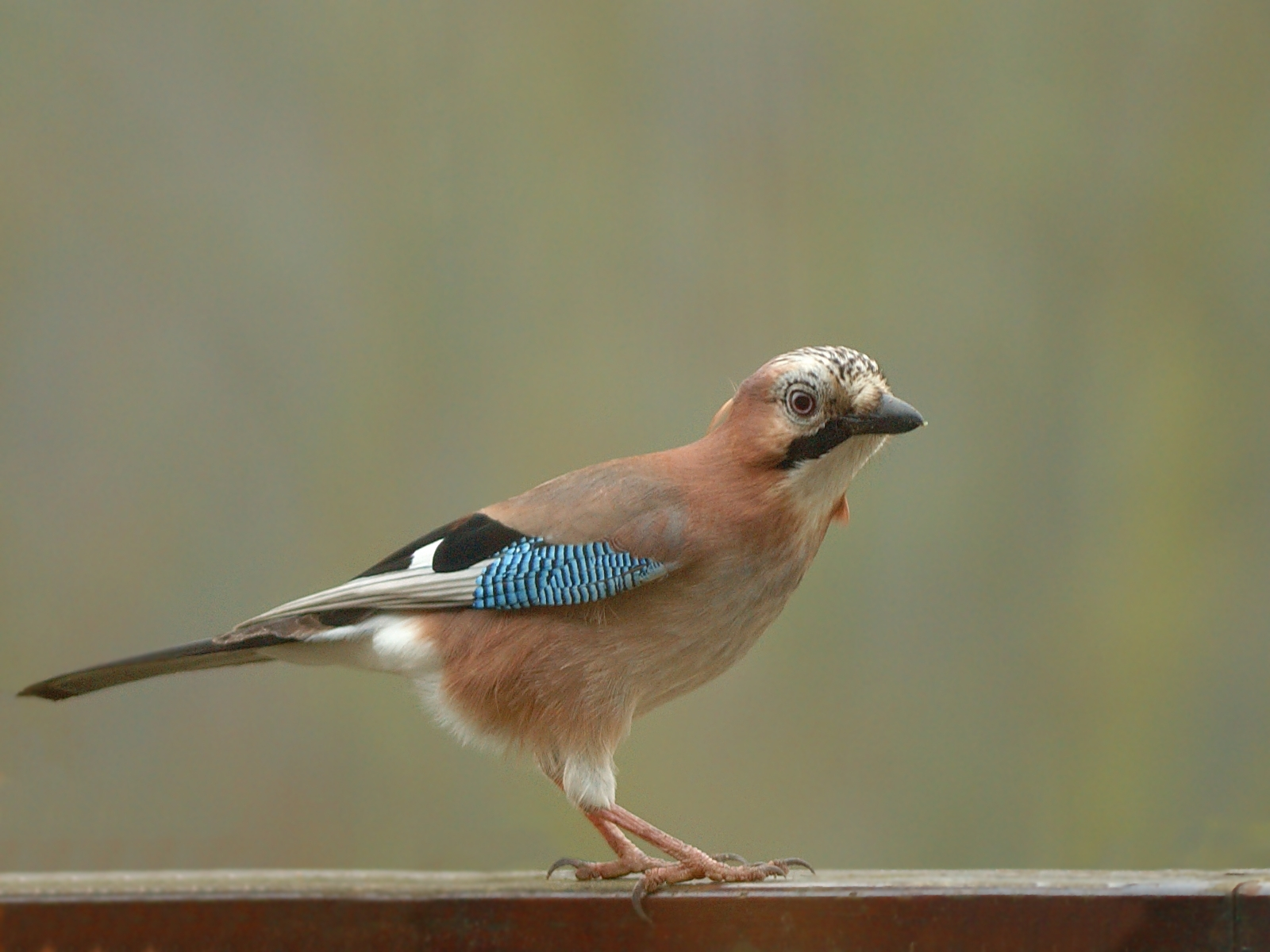
Geai des chênes (mais pas ssp. atricapillus, que l'on rencontre au Liban)
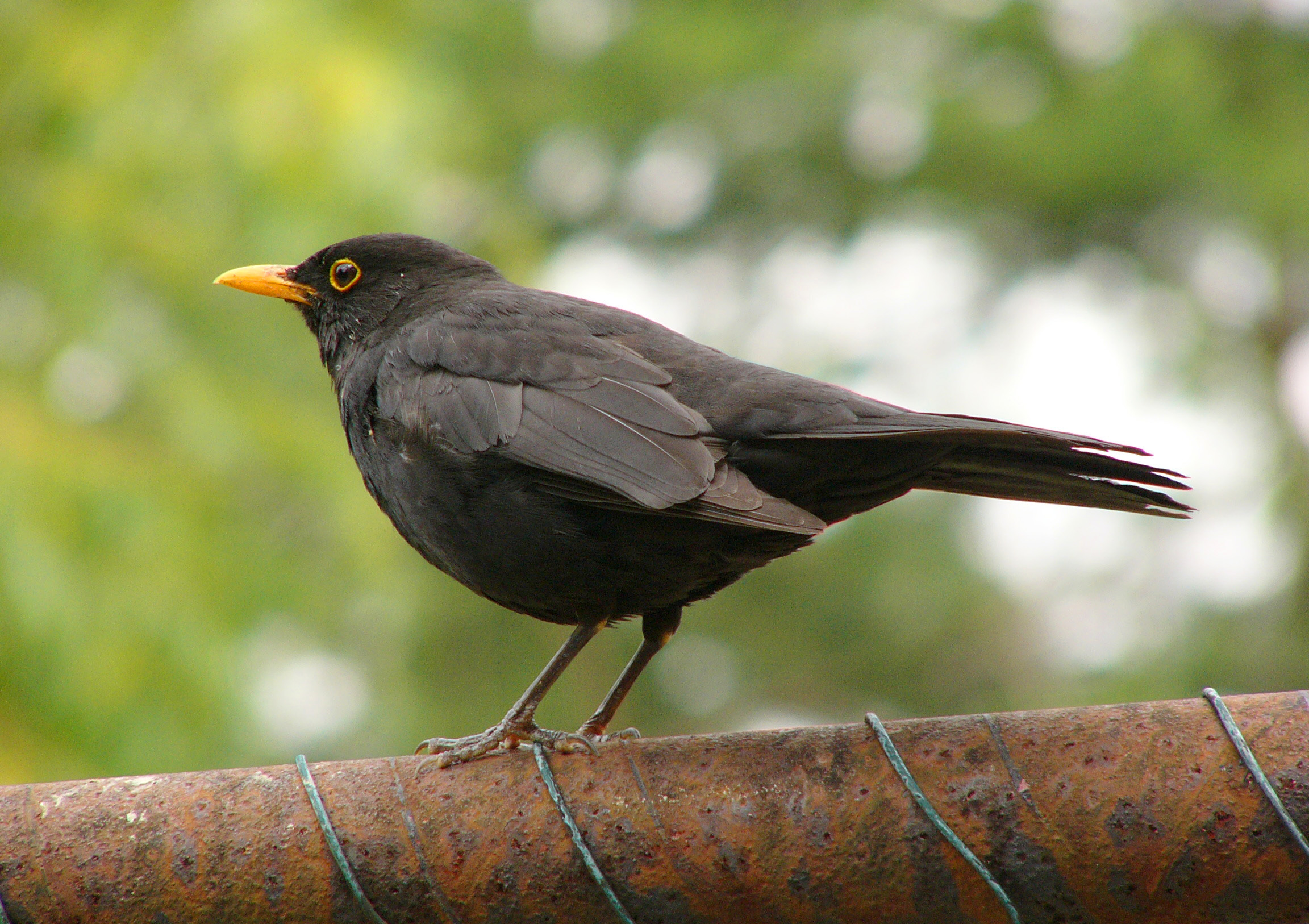
Merle noir (mâle)
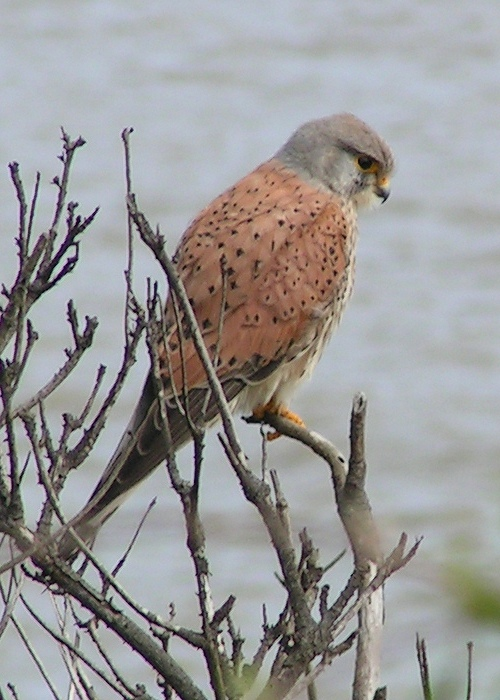
Faucon crécerelle (mâle)
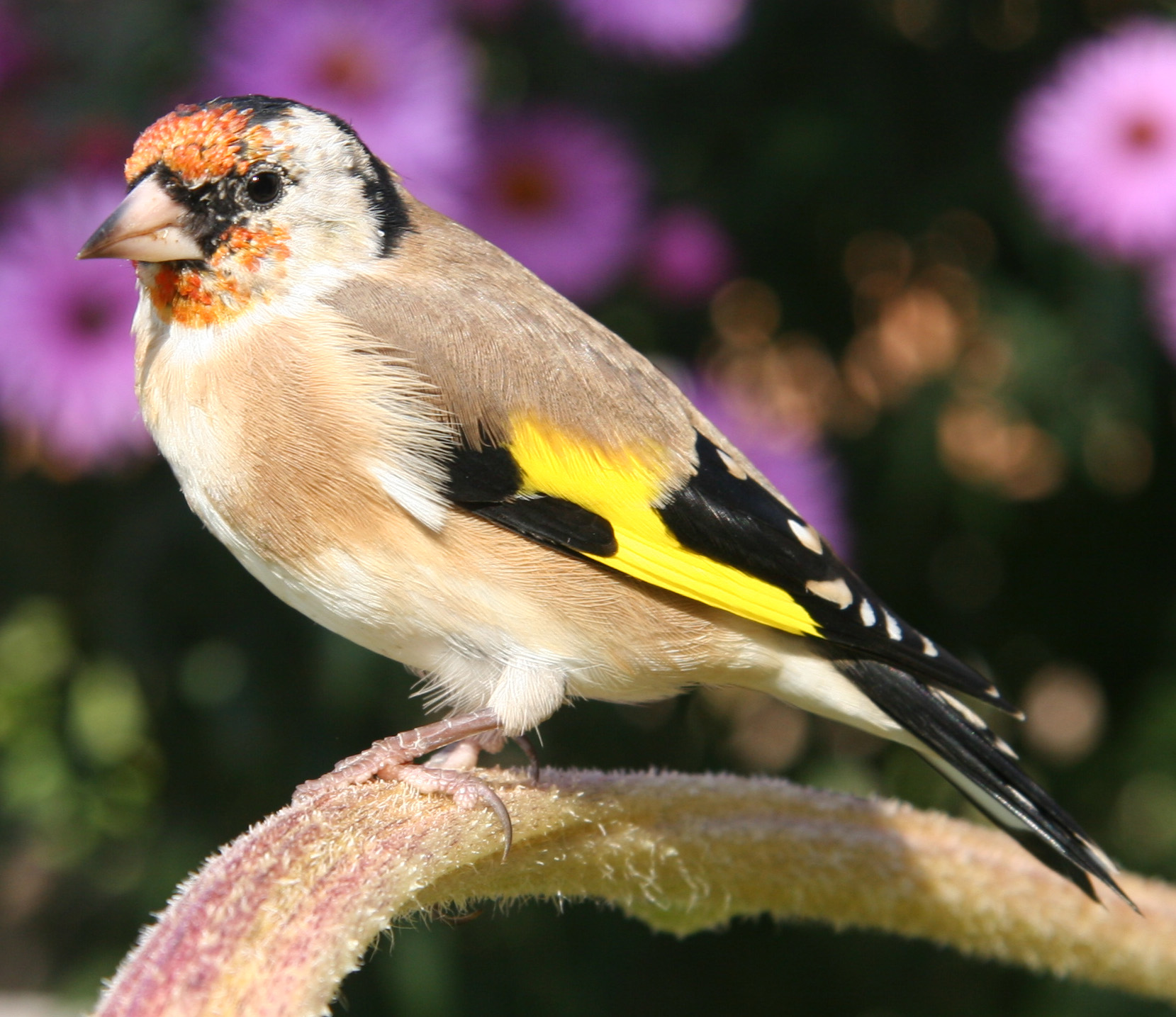
Chardonneret élégant

### Reptiles et amphibiens

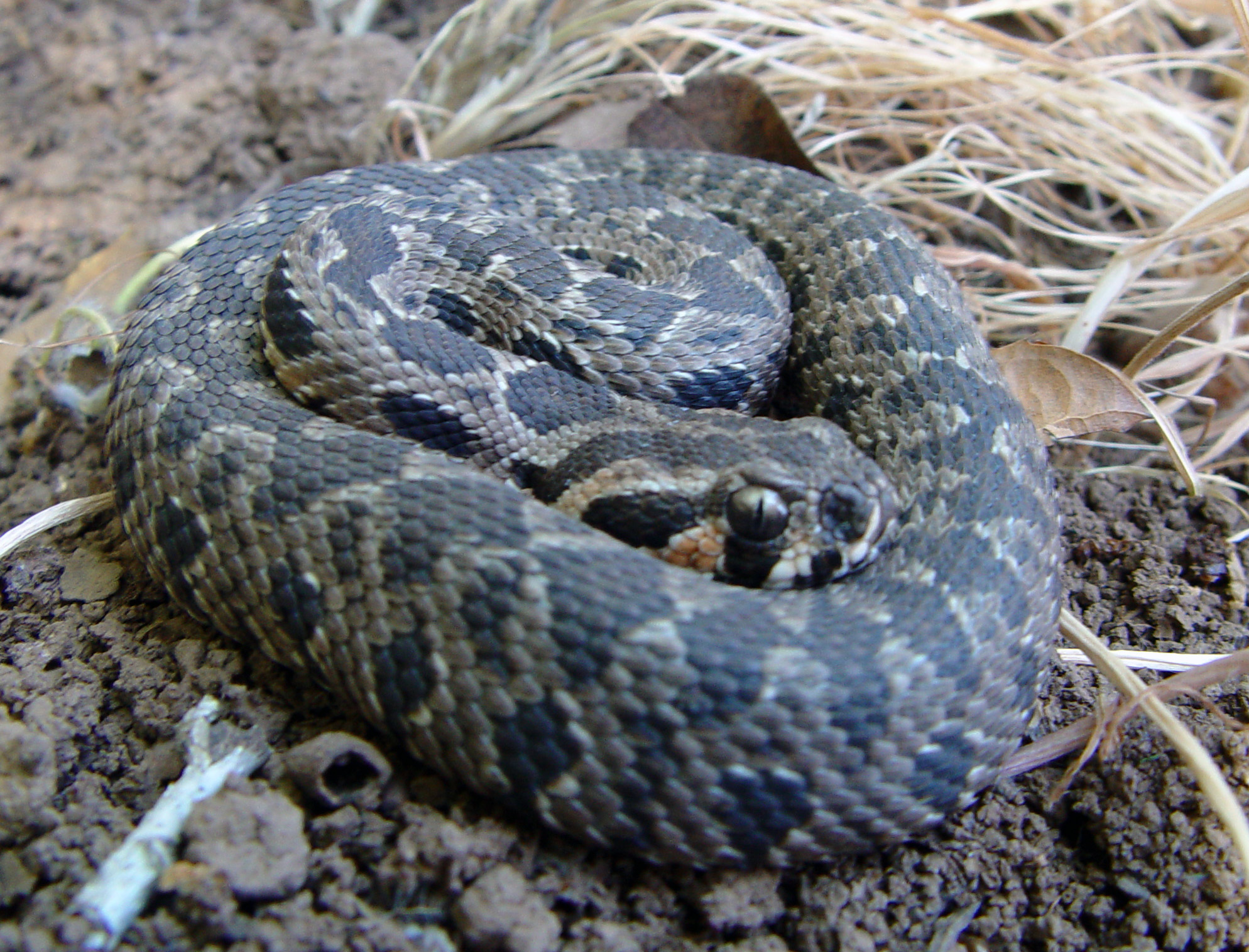
Vipera palaestinae
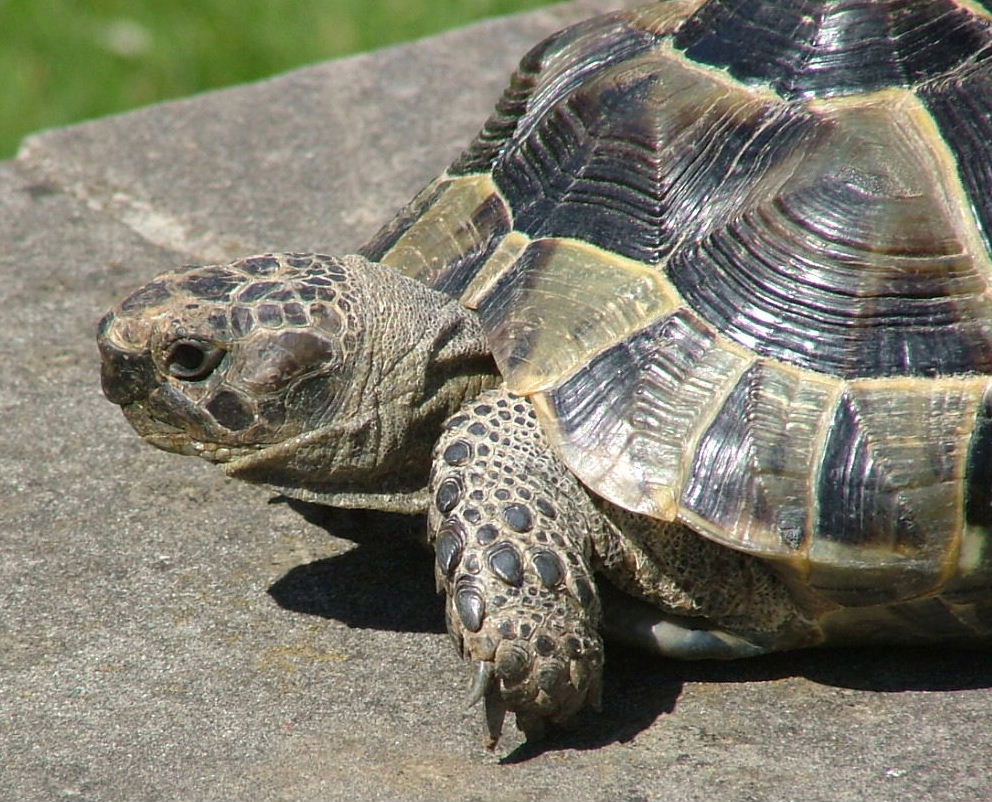
Tortue grecque
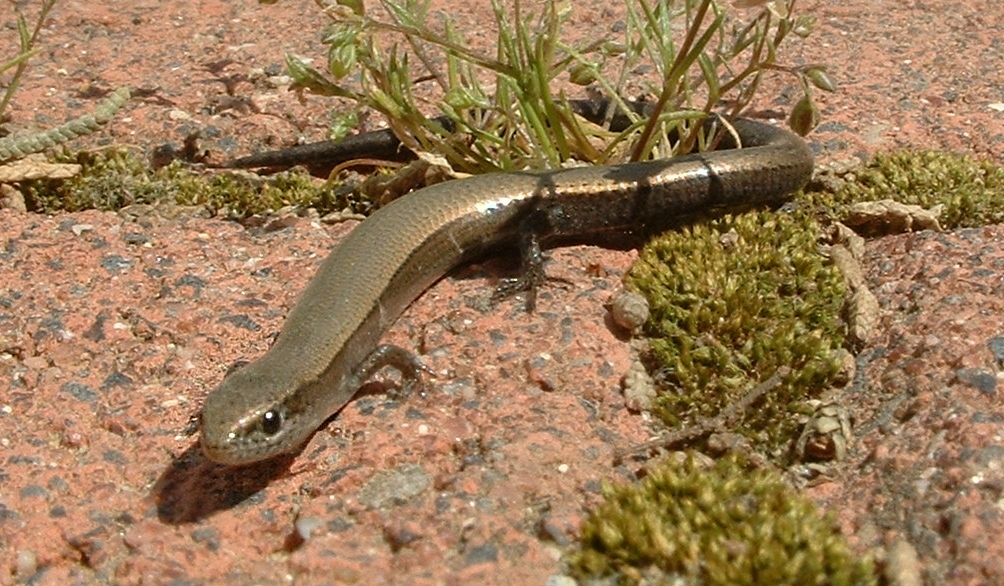
Ablepharus kitaibelii
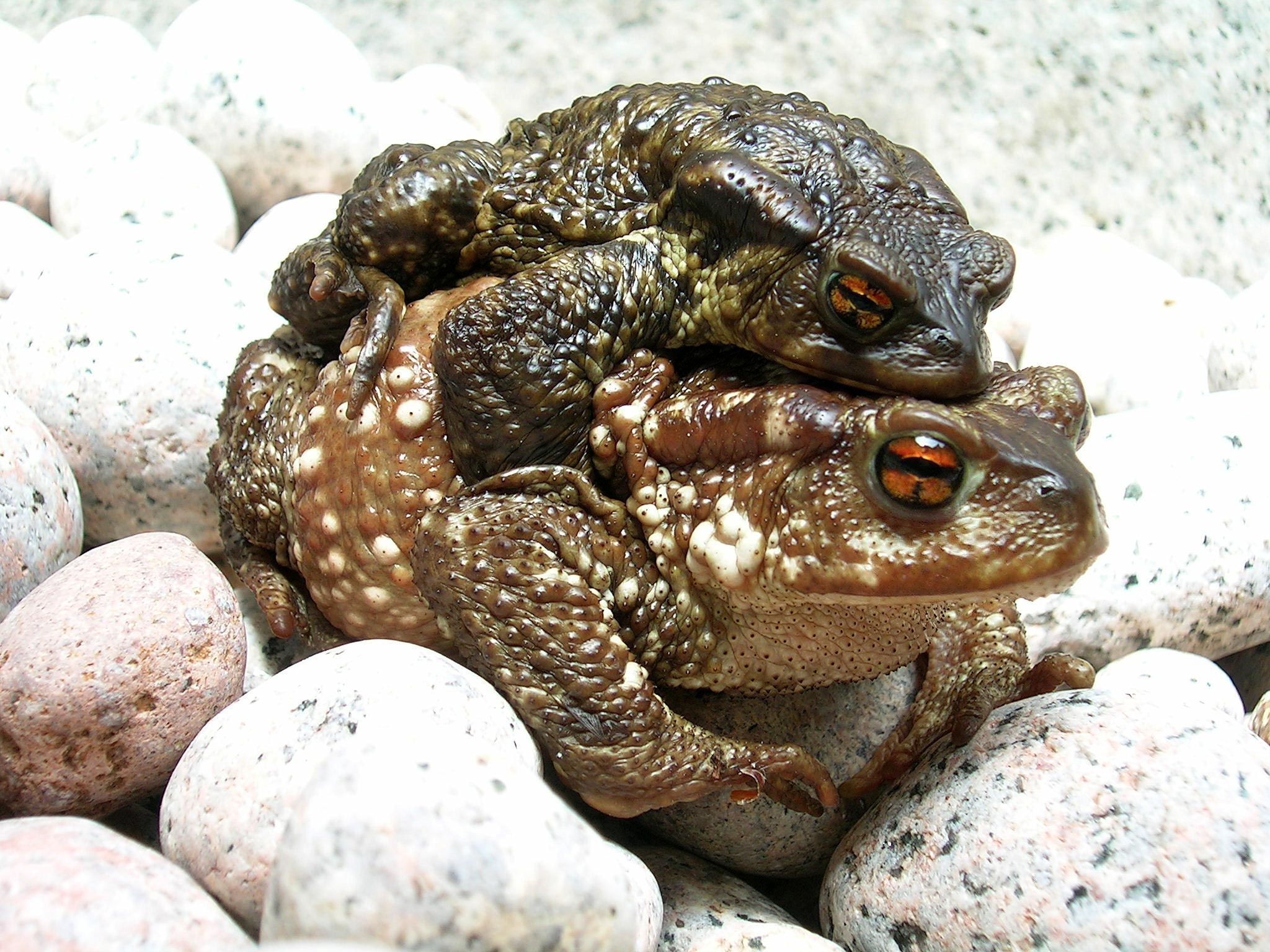
Crapaud commun
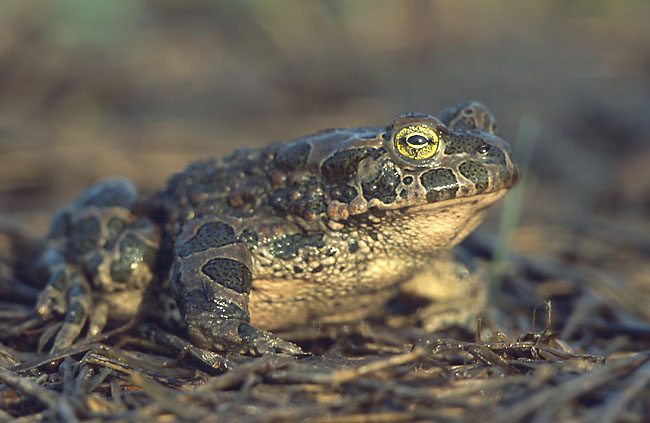
Crapaud vert